# Jalen Johnson
Pour les articles homonymes, voir Johnson.
Jalen Tyrese Johnson, né le 18 décembre 2001 à Sun Prairie, Wisconsin, est un joueur américain de basket-ball évoluant aux postes d'ailier et d'ailier fort. Il mesure 2,03 m.

## Biographie

### Carrière universitaire
Entre 2020 et 2021, il joue pour les Blue Devils de Duke.
Le 25 février 2021, il annonce qu'il se présente à la draft NBA 2021.
Johnson se blesse à l'épaule gauche (déchirure du labrum) en janvier 2025 et manque le reste de la saison après une opération chirurgicale.

## Statistiques

### Universitaires
Les statistiques de Jalen Johnson en matchs universitaires sont les suivantes :
| Saison    | Équipe   | Matchs | Titul. | Min./m | % Tir | % 3pts | % LF | Rbds/m. | Pass/m. | Int/m. | Ctr/m. | Pts/m. |
| --------- | -------- | ------ | ------ | ------ | ----- | ------ | ---- | ------- | ------- | ------ | ------ | ------ |
| 2020-2021 | Duke     | 13     | 8      | 21,4   | 52,3  | 44,4   | 63,2 | 6,08    | 2,23    | 1,15   | 1,23   | 11,23  |
| Carrière  | Carrière | 13     | 8      | 21,4   | 52,3  | 44,4   | 63,2 | 6,08    | 2,23    | 1,15   | 1,23   | 11,23  |

### Professionnelles

#### Saison régulière
| Saison    | Équipe   | Matchs | Titul. | Min./m | % Tir | % 3pts | % LF | Rbds/m. | Pass/m. | Int/m. | Ctr/m. | Pts/m. |
| --------- | -------- | ------ | ------ | ------ | ----- | ------ | ---- | ------- | ------- | ------ | ------ | ------ |
| 2021-2022 | Atlanta  | 22     | 0      | 5,5    | 53,7  | 23,1   | 71,4 | 1,20    | 0,10    | 0,10   | 0,10   | 2,40   |
| 2022-2023 | Atlanta  | 70     | 6      | 14,9   | 49,1  | 28,8   | 62,8 | 4,00    | 1,20    | 0,50   | 0,50   | 5,60   |
| 2023-2024 | Atlanta  | 56     | 52     | 33,7   | 51,1  | 35,5   | 72,8 | 8,70    | 3,60    | 1,20   | 0,80   | 16,00  |
| Carrière  | Carrière | 148    | 58     | 20,6   | 50,6  | 32,8   | 69,4 | 5,40    | 2,00    | 0,70   | 0,60   | 9,10   |

#### Playoffs
| Saison   | Équipe   | Matchs | Titul. | Min./m | % Tir | % 3pts | % LF  | Rbds/m. | Pass/m. | Int/m. | Ctr/m. | Pts/m. |
| -------- | -------- | ------ | ------ | ------ | ----- | ------ | ----- | ------- | ------- | ------ | ------ | ------ |
| 2022     | Atlanta  | 2      | 0      | 4,6    | 0,0   | 0,0    | –     | 0,00    | 0,00    | 0,00   | 0,00   | 0,00   |
| 2023     | Atlanta  | 6      | 0      | 9,3    | 41,7  | 36,4   | 100,0 | 2,50    | 1,30    | 0,50   | 0,00   | 4,30   |
| Carrière | Carrière | 8      | 0      | 8,1    | 37,0  | 33,3   | 100,0 | 1,90    | 1,00    | 0,40   | 0,00   | 3,30   |

## Records sur une rencontre en NBA
Les records personnels de Jalen Johnson en NBA sont les suivants, :
| Type de statistique        | Saison régulière | Saison régulière        | Saison régulière | Playoffs | Playoffs            | Playoffs      |
| Type de statistique        | Record           | Adversaire              | Date             | Record   | Adversaire          | Date          |
| -------------------------- | ---------------- | ----------------------- | ---------------- | -------- | ------------------- | ------------- |
| Points                     | 30               | Bulls de Chicago        | 26 décembre 2024 | 10       | Celtics de Boston   | 21 avril 2023 |
| Paniers marqués            | 12               | 2 fois                  | 2 fois           | 3        | 2 fois              | 2 fois        |
| Paniers tentés             | 20               | 2 fois                  | 2 fois           | 10       | @ Celtics de Boston | 15 avril 2023 |
| Paniers à 3 points réussis | 4                | Knicks de New York      | 15 novembre 2023 | 2        | Celtics de Boston   | 21 avril 2023 |
| Paniers à 3 points tentés  | 5                | 3 fois                  | 3 fois           | 5        | @ Celtics de Boston | 25 avril 2023 |
| Lancers francs réussis     | 8                | Bulls de Chicago        | 26 décembre 2024 | 2        | Celtics de Boston   | 21 avril 2023 |
| Lancers francs tentés      | 9                | Bulls de Chicago        | 26 décembre 2024 | 2        | Celtics de Boston   | 21 avril 2023 |
| Rebonds offensifs          | 6                | 2 fois                  | 2 fois           | 2        | @ Celtics de Boston | 15 avril 2023 |
| Rebonds défensifs          | 15               | @ Mavericks de Dallas   | 4 avril 2024     | 4        | @ Celtics de Boston | 15 avril 2023 |
| Rebonds totaux             | 17               | @ Wizards de Washington | 30 octobre 2024  | 6        | @ Celtics de Boston | 15 avril 2023 |
| Passes décisives           | 11               | Hawks d'Atlanta         | 3 avril 2024     | 4        | Celtics de Boston   | 21 avril 2023 |
| Interceptions              | 6                | @ Raptors de Toronto    | 29 décembre 2024 | 1        | 3 fois              | 3 fois        |
| Contres                    | 4                | @ Magic d'Orlando       | 14 décembre 2022 | -        | -                   | -             |
| Balles perdues             | 5                | 2 fois                  | 2 fois           | 3        | Celtics de Boston   | 21 avril 2023 |
| Minutes jouées             | 40               | Nets de Brooklyn        | 22 novembre 2023 | 14       | @ Celtics de Boston | 25 avril 2023 |

- Double-double : 31
- Triple-double : 2

Dernière mise à jour : 20 janvier 2025